# Reykjavík Einherjar
I Reykjavík Einherjar sono una squadra di football americano, di Reykjavík, in Islanda, fondata nel 2008. Giocano solo amichevoli internazionali, dal momento che sono l'unica squadra di football americano senior in Islanda (esistono invece altre squadre giovanili, pertanto la formazione Under-19 disputa il campionato nazionale).

## Dettaglio stagioni

### Amichevoli
| Stagione | Vin | Par | Per | Tot | PF  | PS  | avversaria                                                                             |
| -------- | --- | --- | --- | --- | --- | --- | -------------------------------------------------------------------------------------- |
| 2016     | 1   | 0   | 1   | 2   | 87  | 38  | Åsane Seahawks, Eidsvoll 1814's                                                        |
| 2017     | 2   | 0   | 1   | 3   | 89  | 55  | Starnberg Argonauts, Ouse Valley Eagles, Mallorca Voltors                              |
| 2018     | 3   | 0   | 1   | 4   | 159 | 74  | Carinthian Lions, Uppsala 86ers, Cologne Falcons, Tyresö Royal Crowns                  |
| 2019     | 3   | 0   | 2   | 5   | 152 | 125 | Hof Jokers, Empire State Wolfpack, Kuopio Steelers, Pforzheim Wilddogs, Salzburg Ducks |
| 2022     | 0   | 0   | 1   | 1   | 32  | 52  | Northumberland Vikings                                                                 |
| 2023     | 1   | 0   | 0   | 1   | 28  | 16  | Sealand Seahawks                                                                       |
| Totale   | 10  | 0   | 6   | 16  | 547 | 360 |                                                                                        |

### Campionato islandese Under-19
| Stagione | regular season | regular season | regular season | regular season | regular season | regular season | playoff | playoff | playoff | playoff | playoff | playoff   | playoff     |
|          | Vin            | Par            | Per            | Tot            | PF             | PS             | Vin     | Per     | Tot     | PF      | PS      | risultato | avversaria  |
| -------- | -------------- | -------------- | -------------- | -------------- | -------------- | -------------- | ------- | ------- | ------- | ------- | ------- | --------- | ----------- |
| 2018     | -              | -              | -              | -              | -              | -              | 0       | 1       | 1       | 46      | 61      | Finale    | Stormþursar |
| 2019     | 2              | 0              | 0              | 2              | ?              | ?              | -       | -       | -       | -       | -       | Campioni  | Stormþursar |
| Totale   | 2              | 0              | 0              | 2              | ?              | ?              | 0       | 1       | 1       | 46      | 61      |           |             |

Fonti: Enciclopedia del Football - A cura di Roberto Mezzetti

## Palmarès
- 1 Campionato islandese Under-19 (2019)